# Shane Summers
Shane Lister Summers (País de Gales, 23 de junho de 1936 - Inglaterra, 1 de Junho de 1961) foi um piloto de corridas britânico. Apesar de ter competido na Fórmula 1, ele nunca participou de um evento do Campeonato Mundial. Vindo de uma família rica, filho do político conservador Spencer Summers, Shane não teve muito tempo para progredir na Fórmula 1, pois durante os treinos na chuva para a corrida do Grande Prêmio de Silver City em Brands Hatch, morreu tragicamente ao girar seu Cooper T53 na Curva Paddock Hill e colidir com um muro na entrada do túnel do poço. O acidente foi tão forte que destruiu o muro de concreto. Shane Summers completaria 25 anos no mês.